# Allolabus
Allolabus es un género de coleóptero de la familia Attelabidae.

## Especies
Las especies de este género son:
- Allolabus celebicus
- Allolabus lewisi
- Allolabus melanurus
- Allolabus geniculatus
- Allolabus javensis
- Allolabus simplex
- Allolabus uniformis
- Allolabus kresli
- Allolabus octomaulatus
- Allolabus thailandicus